# ネオン (企業)
ネオン（NEON）は、CEOのトム・クインと、アラモ・ドラフトハウス・シネマの共同設立者でもあるティム・リーグによって2017年に設立された、アメリカ合衆国の独立系映画製作・配給会社。
同社は、『アイ,トーニャ 史上最大のスキャンダル』、『パラサイト 半地下の家族』、『燃ゆる女の肖像』、『パーム・スプリングス』、『FLEE フリー』、『わたしは最悪。』、『TITANE/チタン』、『スペンサー ダイアナの決意』、『逆転のトライアングル』、『ANORA アノーラ』など、批評家から高い評価を得て、数々の賞を受賞するような作品を配給することで知られている。中でも『パラサイト 半地下の家族』と『ANORA アノーラ』はアカデミー作品賞を受賞している。
また、数々の映画祭で強烈な印象を残し、カンヌ国際映画祭ではパルム・ドールを受賞した5作品（『パラサイト 半地下の家族』、『TITANE/チタン』、『逆転のトライアングル』、『落下の解剖学』、『ANORA アノーラ』）の配給権も獲得している。つまり、同社は5年連続でパルム・ドール受賞作の配給権を獲得したことになる（『パラサイト 半地下の家族』『TITANE/チタン』『ANORA アノーラ』は同映画祭開催前に、他の2作は開催中に）。
また、同社は著名な映画製作者たちとも数多く仕事をしており、その中には同社が公開した映画が彼らのキャリアの転機となった者もいる（アリ・アッバシ、ポン・ジュノ、ブランドン・クローネンバーグ、デヴィッド・クローネンバーグ、ジュリア・デュクルノー、クレイグ・ギレスピー、是枝裕和、ハーモニー・コリン、サム・レヴィンソン、リューベン・オストルンド、セリーヌ・シアマ、ヨアヒム・トリアーなど）。

## 沿革
2017年4月、同社初の配給作品となる『シンクロナイズドモンスター』が公開された。
同年9月、ブラムハウス・プロダクションズと提携し、「BH Tilt」を設立。
同年10月、第13回チューリッヒ映画祭内で開催された第4回チューリッヒ・サミットにおいて、トム・クインは「45歳以下で、暴力や外国語、ノンフィクションに嫌悪感を抱かない」観客に向けた作品をリリースするという同社の方針についてコメントした。
2018年1月、同社の株式の過半数を「フリードキン・グループ」のメディアベンチャー部門である30ウエストに売却したことが発表された。
同年10月、アメリカン・フィルム・マーケットにおいて『パラサイト 半地下の家族』の北米配給権を獲得し、翌年のカンヌ国際映画祭ではパルム・ドールを受賞した。その後本作は、興行収入2億ドルを超える当時の同社最高興収を記録し、作品賞と監督賞（ポン・ジュノ）を含むアカデミー賞4部門を受賞した。また、『逆転のトライアングル』も前述の2つの賞にノミネートされた。
2021年2月、同社はブリーカーストリートと提携し、ホームエンターテイメント向けの配給会社Decalを設立。Decalは独立したフルサービス事業で、ネオンとブリーカーストリートが厳選したホームエンターテイメント向け長編作品の配給権を扱う。Decalを通じて配給された最初の作品は、2021年冬にブリーカーストリートからリリースされた『スーパー・ノヴァ』となった。さらに、同年夏に劇場公開された南アフリカのホラー映画『Gaia』の北米配給権を獲得し、Decal初の配給権獲得となった。
2023年5月2日に始まった全米脚本家組合（WGA）ストライキと7月14日に始まった映画俳優－米国テレビ・ラジオ芸能人組合（SAG-AFTRA）ストライキの最中、同社は映画・テレビ製作者連盟（AMPTP）とは繋がりがなく、SAG-AFTRAとの暫定合意を結んでいたため、主に『フェラーリ』をはじめとする作品のプロモーション活動を継続することが承認された。
2023年8月、A24で長年貢献してきた、アレクサンドラ・アルトシュラーを「メディア副部長」、ドン・ウィルコックスを「マーケティング副部長」として採用し、マーケティング部門を拡大した。アルトシュラーはA24で5年間、オスカー受賞プロジェクトの立ち上げに貢献した。一方、ウィルコックスはA24で国際マーケティングを率いており、アカデミー賞作品賞を受賞した『エブリシング・エブリウェア・オール・アット・ワンス』は記憶に新しい。それ以前は、Amazon Prime Videoに5年間在籍し、その前は20世紀スタジオやサーチライト・ピクチャーズ、WMEに在籍していた。
2024年、『Longlegs』が公開された。本作の米国内興収は7,000万ドルを超え、同社の過去最高となる国内興行収入を記録した。

## 主な作品
「Category:ネオンの作品」を参照

## 参照
- A24
- Amazonスタジオ
- IFCフィルムズ
- STXエンターテインメント
- アンナプルナ・ピクチャーズ
- ヴァーティカル・エンターテインメント
- オープン・ロード・フィルムズ
- サーチライト・ピクチャーズ
- ソニー・ピクチャーズ クラシックス
- ブリーカー・ストリート
- ブラムハウス・プロダクションズ
- ロードサイド・アトラクションズ